# Râul Valea Soarelui
Râul Valea Soarelui este un curs de apă, afluent al râului Valea Rea. 

## Hărți
- Harta județului Prahova